# Atletism la Jocurile Olimpice de vară din 1976
Probele sportive de atletism la Jocurile Olimpice de vară din 1976 s-au desfășurat în perioada 23 - 31 iulie 1976 la Montréal, Canada. Au fost 36 de probe sportive, în care au concurat 1006 sportivi, din 80 de țări.

## Stadionul Olimpic
Probele au avut loc pe Stadionul Olimpic din Montreal. Acesta a fost construit special pentru Jocurile Olimpice de vară din 1976.

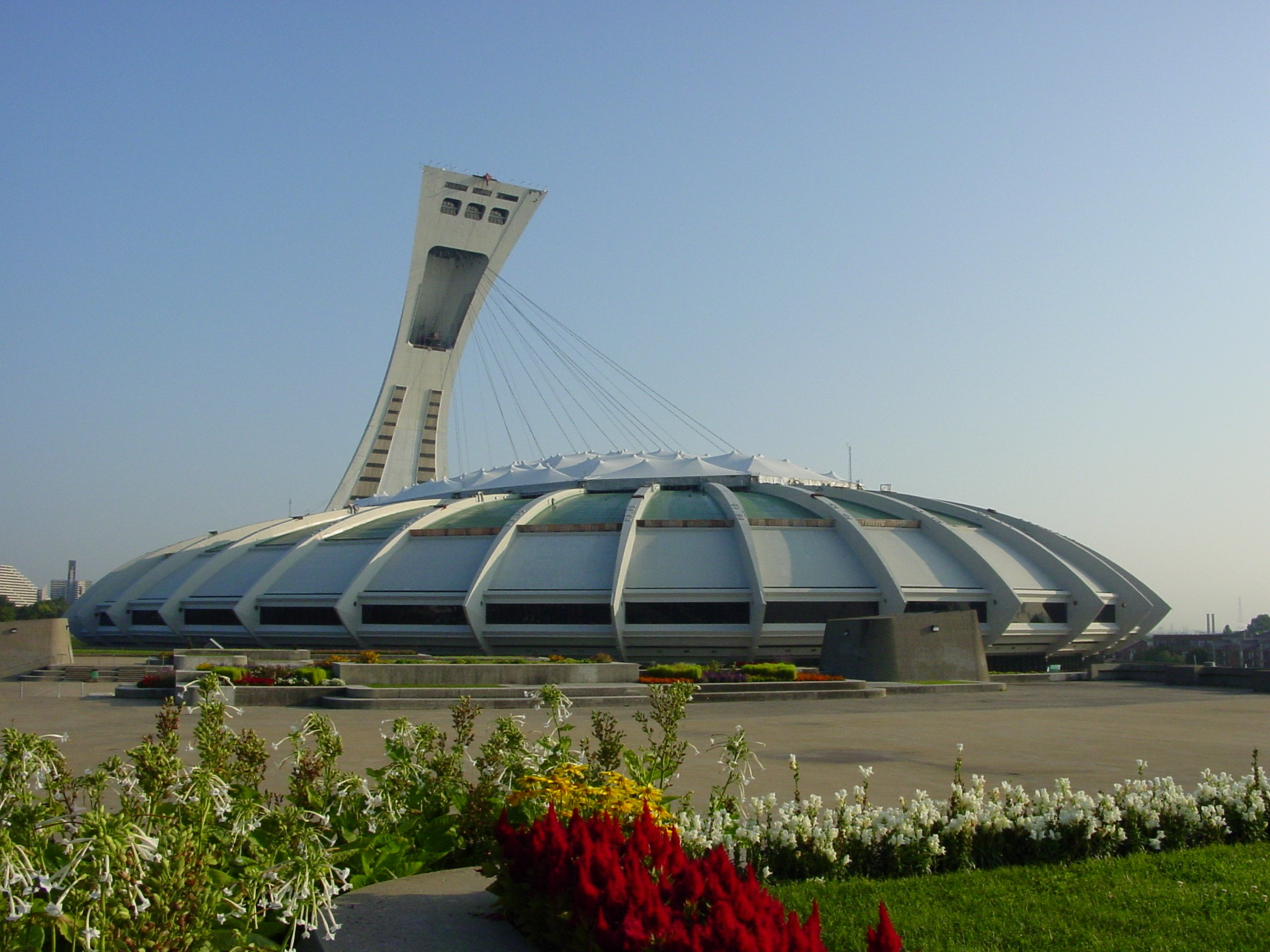
Stadionul Olimpic
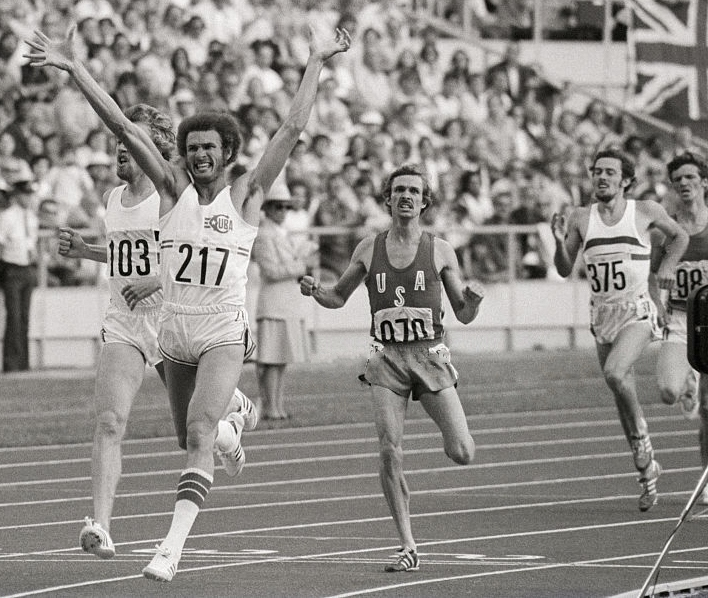
800 m

## Probe sportive

### Masculin
| Event                        | Aur                                                                                               | Aur        | Argint                                                                                        | Argint    | Bronz                                                                                            | Bronz     |
| 100 m detalii                | Hasely Crawford (TRI)                                                                             | 10,06      | Don Quarrie (JAM)                                                                             | 10,08     | Valerii Borzov (URS)                                                                             | 10,14     |
| 200 m detalii                | Don Quarrie (JAM)                                                                                 | 20,23      | Millard Hampton (USA)                                                                         | 20,29     | Dwayne Evans (USA)                                                                               | 20,43     |
| 400 m detalii                | Alberto Juantorena (CUB)                                                                          | 44,26      | Fred Newhouse (USA)                                                                           | 44,40     | Herman Frazier (USA)                                                                             | 44,95     |
| 800 m detalii                | Alberto Juantorena (CUB)                                                                          | 1:43,50 RM | Ivo van Damme (BEL)                                                                           | 1:43,86   | Rick Wohlhuter (USA)                                                                             | 1:44,12   |
| 1500 m detalii               | John Walker (NZL)                                                                                 | 3:39,17    | Ivo van Damme (BEL)                                                                           | 3:39,27   | Paul-Heinz Wellmann (FRG)                                                                        | 3:39,33   |
| 5000 m detalii               | Lasse Virén (FIN)                                                                                 | 13:24,76   | Dick Quax (NZL)                                                                               | 13:25,16  | Klaus-Peter Hildenbrand (FRG)                                                                    | 13:25,38  |
| 10 000 m detalii             | Lasse Virén (FIN)                                                                                 | 27:40,38   | Carlos Lopes (POR)                                                                            | 27:45:17  | Brendan Foster (GBR)                                                                             | 27:54,92  |
| 110 m garduri detalii        | Guy Drut (FRA)                                                                                    | 13,30      | Alejandro Casañas (CUB)                                                                       | 13,33     | Willie Davenport (USA)                                                                           | 13,38     |
| 400 m garduri detalii        | Edwin Moses (USA)                                                                                 | 47,64 RM   | Michael Shine (USA)                                                                           | 48,69     | Evgheni Gavrilenko (URS)                                                                         | 49,45     |
| 3000 m obstacole detalii     | Anders Gärderud (SWE)                                                                             | 8:08,02 RM | Bronisław Malinowski (POL)                                                                    | 8:09,11   | Frank Baumgartl (GDR)                                                                            | 8:10,36   |
| 4×100 m detalii              | Statele Unite ale Americii (USA) · Harvey Glance · Johnny Jones · Millard Hampton · Steve Riddick | 38,33      | Germania de Est (GDR) · Manfred Kokot · Jörg Pfeifer · Klaus-Dieter Kurrat · Alexander Thieme | 38,66     | Uniunea Sovietică (URS) · Aleksandr Aksinin · Nikolai Kolesnikov · Juris Silovs · Valerii Borzov | 38,78     |
| 4×400 m detalii              | Statele Unite ale Americii (USA) · Herman Frazier · Benny Brown · Fred Newhouse · Maxie Parks     | 2:58,65    | Polonia (POL) · Ryszard Podlas · Jan Werner · Zbigniew Jaremski · Jerzy Pietrzyk              | 3:01,43   | Germania de Vest (FRG) · Franz-Peter Hofmeister · Lothar Krieg · Harald Schmid · Bernd Herrmann  | 3:01,98   |
| Maraton detalii              | Waldemar Cierpinski (GDR)                                                                         | 2:09:55,0  | Frank Shorter (USA)                                                                           | 2:10:45,8 | Karel Lismont (BEL)                                                                              | 2:11:12,6 |
| 20 km marș detalii           | Daniel Bautista (MEX)                                                                             | 1:24:40,6  | Hans-Georg Reimann (GDR)                                                                      | 1:25:13,6 | Peter Frenkel (GDR)                                                                              | 1:25:29,4 |
| Săritura în înălțime detalii | Jacek Wszoła (POL)                                                                                | 2,25 m     | Greg Joy (CAN)                                                                                | 2,23 m    | Dwight Stones (USA)                                                                              | 2,21 m    |
| Săritura cu prăjina detalii  | Tadeusz Ślusarski (POL)                                                                           | 5,50 m     | Antti Kalliomäki (FIN)                                                                        | 5,50 m    | David Roberts (USA)                                                                              | 5,50 m    |
| Săritura în lungime detalii  | Arnie Robinson (USA)                                                                              | 8,35 m     | Randy Williams (USA)                                                                          | 8,11 m    | Frank Wartenberg (GDR)                                                                           | 8,02 m    |
| Triplusalt detalii           | Viktor Saneev (URS)                                                                               | 17,29 m    | James Butts (USA)                                                                             | 17,18 m   | João Carlos de Oliveira (BRA)                                                                    | 16,90 m   |
| Aruncarea greutății detalii  | Udo Beyer (GDR)                                                                                   | 21,05 m    | Evgheni Mironov (URS)                                                                         | 21,03 m   | Aleksandr Barîșnikov (URS)                                                                       | 21,00 m   |
| Aruncarea discului detalii   | Mac Wilkins (USA)                                                                                 | 67,50 m    | Wolfgang Schmidt (GDR)                                                                        | 66,22 m   | John Powell (USA)                                                                                | 65,70 m   |
| Aruncarea ciocanului detalii | Iuri Sedîh (URS)                                                                                  | 77,52 m    | Aleksei Spiridonov (URS)                                                                      | 76,08 m   | Anatoli Bondarciuk (URS)                                                                         | 75,48 m   |
| Aruncarea suliței detalii    | Miklós Németh (HUN)                                                                               | 94,58 m RM | Hannu Siitonen (FIN)                                                                          | 87,92 m   | Gheorghe Megelea (ROU)                                                                           | 87,16 m   |
| Decatlon detalii             | Bruce Jenner (USA)                                                                                | 8618 RM    | Guido Kratschmer (FRG)                                                                        | 8411      | Mîkola Avilov (URS)                                                                              | 8369      |

### Feminin
| Probă sportivă               | Aur                                                                                         | Aur        | Argint                                                                                            | Argint  | Bronz | Bronz   |
| 100 m detalii                | Annegret Richter (FRG)                                                                      | 11,08      | Renate Stecher (GDR)                                                                              | 11,13   | Inge Helten (FRG)                                                                                         | 11,17   |
| 200 m detalii                | Bärbel Eckert (GDR)                                                                         | 22,37 RO   | Annegret Richter (FRG)                                                                            | 22,39   | Renate Stecher (GDR)                                                                                      | 22,47   |
| 400 m detalii                | Irena Szewińska (POL)                                                                       | 49,28 RM   | Christina Brehmer (GDR)                                                                           | 50,51   | Ellen Streidt (GDR)                                                                                       | 50,55   |
| 800 m detalii                | Tatiana Kazankina (URS)                                                                     | 1:54,94 RM | Nikolina Ștereva (BUL)                                                                            | 1:55,42 | Elfi Zinn (GDR)                                                                                           | 1:55,60 |
| 1500 m detalii               | Tatiana Kazankina (URS)                                                                     | 4:05,48    | Gunhild Hoffmeister (GDR)                                                                         | 4:06,02 | Ulrike Klapezynski (GDR)                                                                                  | 4:06,09 |
| 100 m garduri detalii        | Johanna Schaller (GDR)                                                                      | 12,77      | Tatiana Anisimova (URS)                                                                           | 12,78   | Natalia Lebedeva (URS)                                                                                    | 12,80   |
| 4×100 m detalii              | Germania de Est (GDR) · Marlies Oelsner · Renate Stecher · Carla Bodendorf · Bärbel Eckert  | 42,55 RO   | Germania de Vest (FRG) · Elvira Possekel · Inge Helten · Annegret Richter · Annegret Kroniger     | 42,59   | Uniunea Sovietică (URS) · Teteana Prorocenko · Liudmila Maslakova · Nadejda Besfamilnaia · Vera Anisimova | 43,09   |
| 4×400 m detalii              | Germania de Est (GDR) · Doris Maletzki · Brigitte Rohde · Ellen Streidt · Christina Brehmer | 3:19,23 RM | Statele Unite ale Americii (USA) · Debra Sapenter · Sheila Ingram · Pamela Jiles · Rosalyn Bryant | 3:22,81 | Uniunea Sovietică (URS) · Inta Kļimoviča · Liudmila Aksionova · Natalia Sokolova · Nadejda Ilina          | 3:24,24 |
| Săritura în înălțime detalii | Rosemarie Ackermann (GDR)                                                                   | 1,93 m RO  | Sara Simeoni (ITA)                                                                                | 1,91 m  | Iordanka Blagoeva (BUL)                                                                                   | 1,91 m  |
| Săritura în lungime detalii  | Angela Voigt (GDR)                                                                          | 6,72 m     | Kathy McMillan (USA)                                                                              | 6,66 m  | Lidia Alfeeva (URS)                                                                                       | 6,60 m  |
| Aruncarea greutății detalii  | Ivanka Hristova (BUL)                                                                       | 21,16 m    | Nadejda Cijova (URS)                                                                              | 20,96 m | Helena Fibingerová (TCH)                                                                                  | 20,67 m |
| Aruncarea discului detalii   | Evelin Schlaak (GDR)                                                                        | 69,00 m    | Maria Vergova (BUL)                                                                               | 67,30 m | Gabriele Hinzmann (GDR)                                                                                   | 66,84 m |
| Aruncarea suliței detalii    | Ruth Fuchs (GDR)                                                                            | 65,94 m    | Marion Becker (FRG)                                                                               | 64,70 m | Kate Schmidt (USA)                                                                                        | 63,96 m |
| Pentatlon detalii            | Siegrun Siegl (GDR)                                                                         | 4745       | Christine Laser (GDR)                                                                             | 4745    | Burglinde Pollak (GDR)                                                                                    | 4740    |

## Clasament pe medalii
| Loc   | Țară                       | Aur | Argint | Bronz | Total |
| ----- | -------------------------- | --- | ------ | ----- | ----- |
| 1     | Germania de Est            | 11  | 7      | 9     | 27    |
| 2     | Statele Unite ale Americii | 6   | 8      | 8     | 22    |
| 3     | Uniunea Sovietică          | 4   | 4      | 10    | 18    |
| 4     | Polonia                    | 3   | 2      | 0     | 5     |
| 5     | Finlanda                   | 2   | 2      | 0     | 4     |
| 6     | Cuba                       | 2   | 1      | 0     | 3     |
| 7     | Germania de Vest           | 1   | 4      | 4     | 9     |
| 8     | Bulgaria                   | 1   | 2      | 1     | 4     |
| 9     | Jamaica                    | 1   | 1      | 0     | 2     |
| 9     | Noua Zeelandă              | 1   | 1      | 0     | 2     |
| 11    | Franța                     | 1   | 0      | 0     | 1     |
| 11    | Ungaria                    | 1   | 0      | 0     | 1     |
| 11    | Suedia                     | 1   | 0      | 0     | 1     |
| 11    | Mexic                      | 1   | 0      | 0     | 1     |
| 11    | Trinidad și Tobago         | 1   | 0      | 0     | 1     |
| 16    | Belgia                     | 0   | 2      | 1     | 3     |
| 17    | Canada                     | 0   | 1      | 0     | 1     |
| 17    | Italia                     | 0   | 1      | 0     | 1     |
| 17    | Portugalia                 | 0   | 1      | 0     | 1     |
| 20    | Cehoslovacia               | 0   | 0      | 1     | 1     |
| 20    | Marea Britanie             | 0   | 0      | 1     | 1     |
| 20    | România                    | 0   | 0      | 1     | 1     |
| Total | Total                      | 37  | 37     | 37    | 111   |